# Шаповал Артем Юхимович
Арте́м Юхи́мович Шапова́л (*1890 — †1919), брат Миколи Шаповала та Микити Шаповала.
Полковник армії УНР, загинув у боротьбі з більшовиками біля Вінниці.